# 충주 오갑사지 석조여래좌상
충주 오갑사지 석조여래좌상(忠州 烏岬寺址 石造如來坐像)은 충청북도 충주시 앙성면 모점리, 오갑사지에 있는 고려시대의 석조여래좌상이다. 1984년 12월 31일 충청북도의 유형문화재 제144호로 지정되었다.

## 개요
충청북도 충주시 앙성면 모점리 오갑사 절터에서 발견된 불상으로, 얼굴의 일부와 머리가 떨어져 나갔을 뿐 거의 완전하게 남아 있다.
부드러운 얼굴은 인간적인 모습을 나타내지만 짧은 목, 상체에 비해 큰 하체, 두꺼운 옷속에 감추어진 신체 등 다소 불균형한 모습을 보여준다. 이러한 점은 통일신라의 사실주의 조각과는 거리가 있지만 옛 양식을 수용한 면이 엿보인다.
이 절터에서 금나라 연호인 명창(明昌)과 오갑사(烏岬寺)가 쓰여진 기와가 출토되어 이 불상이 고려 초기에 만들어진 것임을 알 수 있다.

## 같이 보기
- 충주 오갑사지

## 참고 자료
- 충주 오갑사지 석조여래좌상 - 국가유산청 국가유산포털